# أمورسك
أمورسك (بالروسية: Амурск) هي إحدى مدن روسيا في الكيان الفدرالي الروسي خاباروفسك كراي.